# Kościół św. Michała Archanioła w Płonce Kościelnej
 Kościół św. Michała Archanioła w Płonce Kościelnej – rzymskokatolicki kościół położony w Płonce Kościelnej koło Łap w dekanacie Łapy w diecezji łomżyńskiej.  przy ul. Kościelnej 64.

## Historia
- 1446 – pierwsza wzmianka o parafii w Płonce Kościelnej.
- 1502 – oficjalne powstanie parafii w Płonce Kościelnej.
- 1664 – rozbiórka drewnianego kościoła.
- 1678 – konsekracja kolejnego drewnianego kościoła.
- 1906–1913 – staraniem ks. prob. Onufrego Wyszomirskiego zbudowano obecny murowany kościół pw. św. Michała Archanioła.
- 15 sierpnia 1913 – kościół był konsekrowany przez Biskupa sejneńskiego A. Karasia.
- 1944 – w wyniku działań wojennych zniszczone zostały wieże, dach i sklepienie oraz wyposażenie kościoła. Po wojnie kościół remontowano przez ponad 20 lat staraniem ks. prob. Czesława Rogalskiego.
- 1952 – zbudowanie murowanej plebanii.
- 1976–1985 – dokończenie budowy kościoła, remont kościoła i przykościelnego cmentarza staraniem prob. ks. Władysława Grodzkiego.
- 12–19 sierpnia 1979 – jubileusz 300. rocznicy ogłoszenia przez kościół cudownego obrazu Wniebowzięcia Matki Bożej Płonkowskiej[3].
- 30 czerwca 1985 – koronowano cudowny obraz Matki Boskiej Płonkowskiej.
- 24 lutego 2011 – wojewódzki konserwator zabytków podjął decyzję o wpisaniu kościoła parafialnego pw. św. Michała Archanioła do rejestru zabytków nieruchomych pod nr rej.: A-327[1]
- 9 lutego 2021 – dekretem biskupa łomżyńskiego Janusza Stepnowskiego kościół parafialny został ustanowiony jednym z 20 kościołów stacyjnych Papieskiego Roku św. Józefa w diecezji łomżyńskiej[4].

## Architektura
Kościół św. Michała Archanioła jest w stylu neogotyckim, z cegły, nietynkowany, trójnawowy. Kościół ma trzy ołtarze: główny, w zakończeniu nawy bocznej i w kaplicy. W ołtarzu głównym znajduje się figura Serca jezusowego, flankowana figurami św. Piotra i św. Pawła. W ołtarzu bocznym znajduje się obraz patrona kościoła, św. Michała Archanioła, flankowany figurami św. Stanisława Kostki i św. Kazimierza. W kaplicy znajduje się cudowny obraz Matki Boskiej Płonkowskiej, namalowany w 1658 na płótnie i czczony od 1673. Wartość zabytkową mają także naczynia liturgiczne z XVII w.: monstrancja i krucyfiks – dar króla Jana III Sobieskiego oraz dawne szaty liturgiczne. 
Przy kościele stoi drewniana dzwonnica z 1800.
Wymiary kościoła:
- długość: 55 m
- szerokość: 25 m
- wysokość do sklepienia: 20 m
- wysokość wież: 55 m[5]

## Galeria

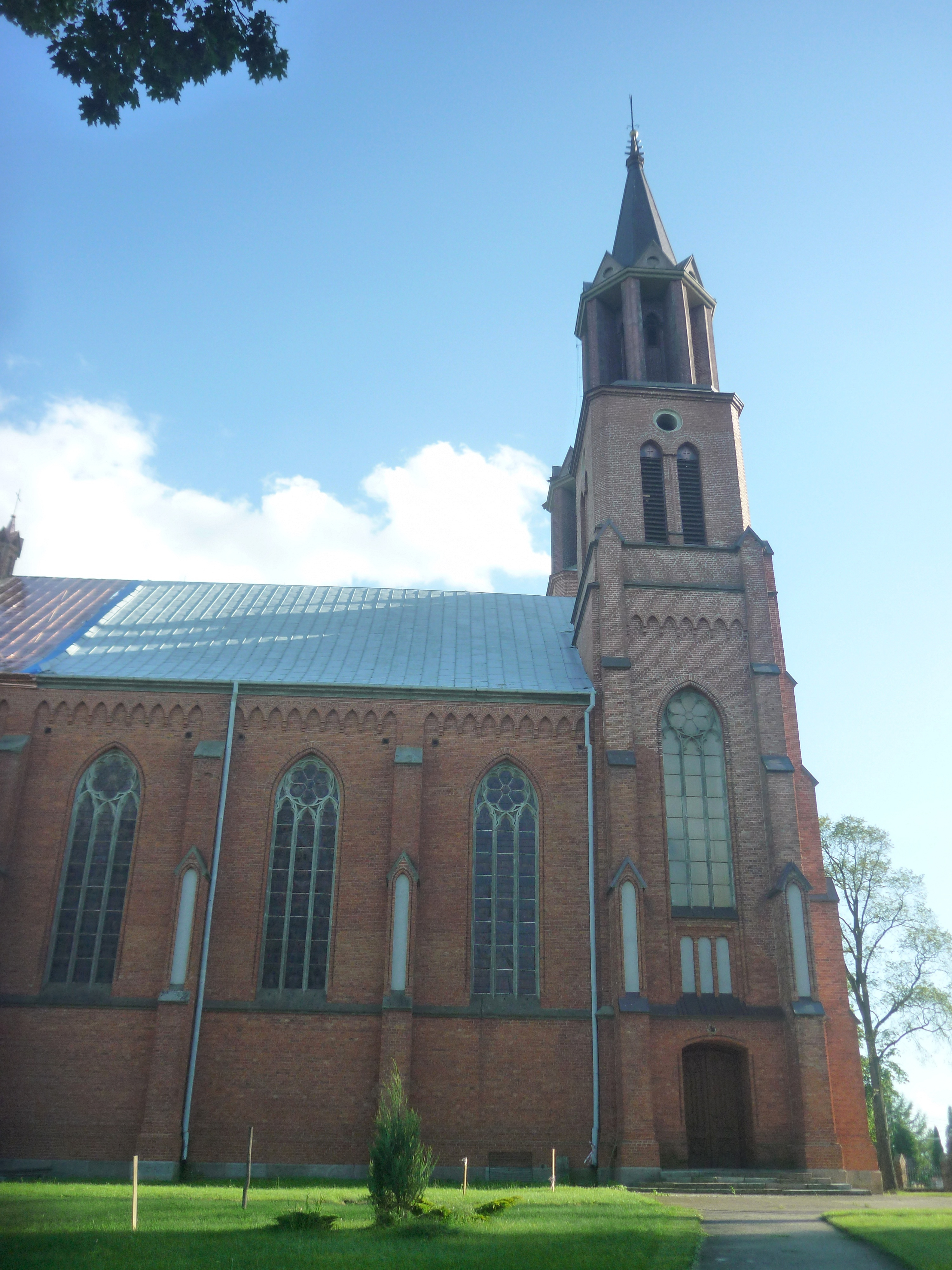
Widok z boku
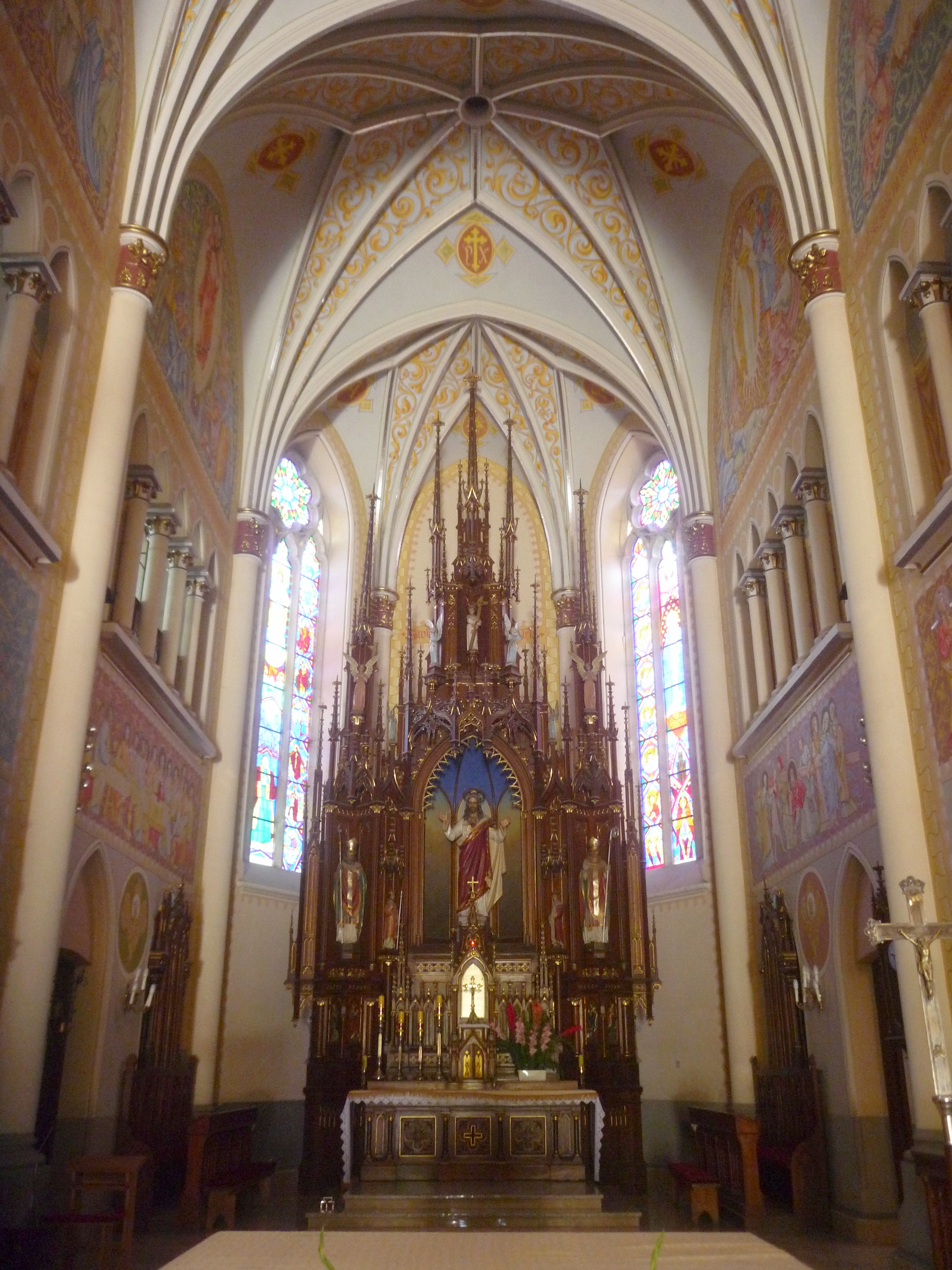
Wnętrze – widok ku prezbiterium
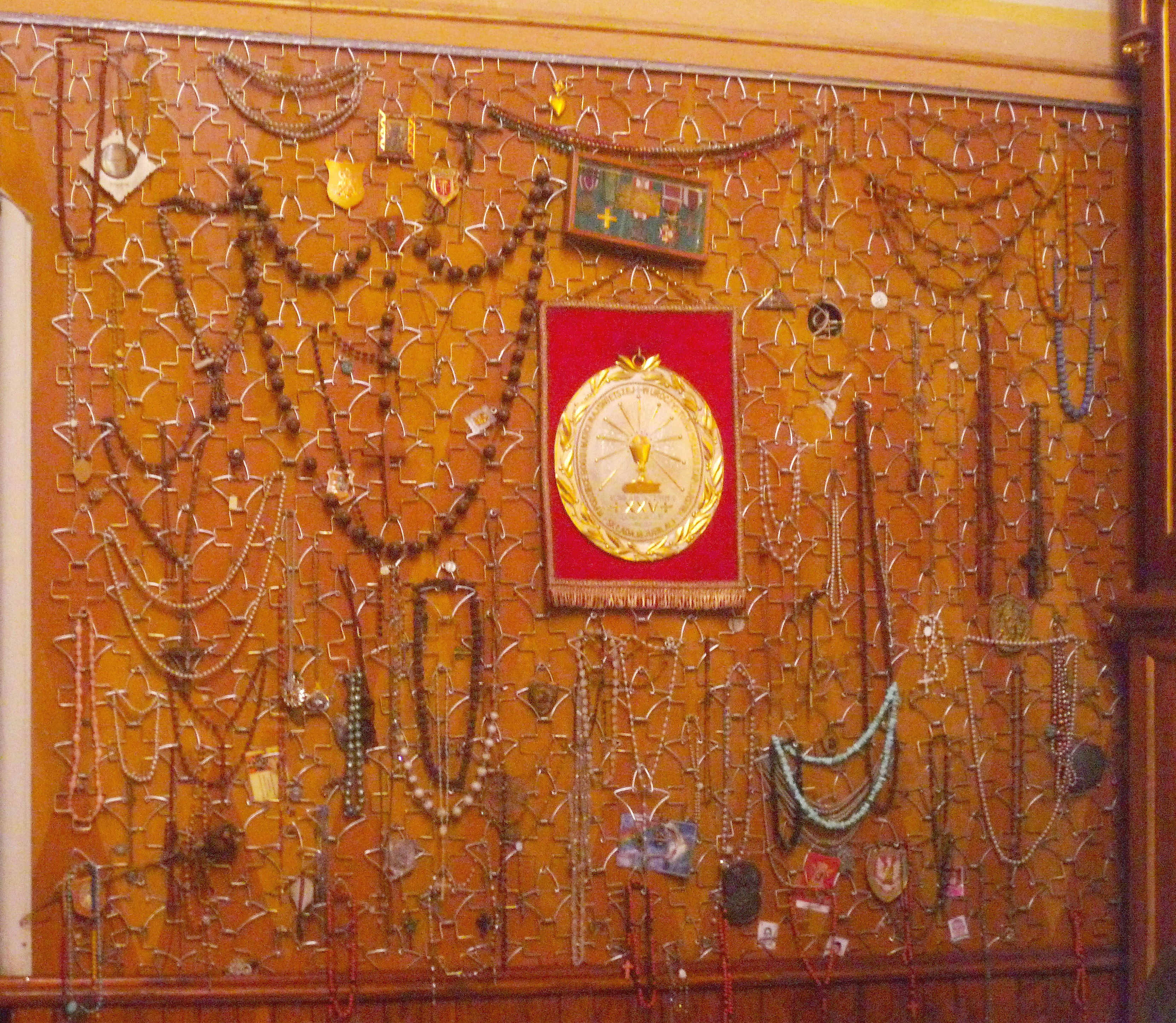
Dziękczynne wota, zgromadzone w kościele parafialnym
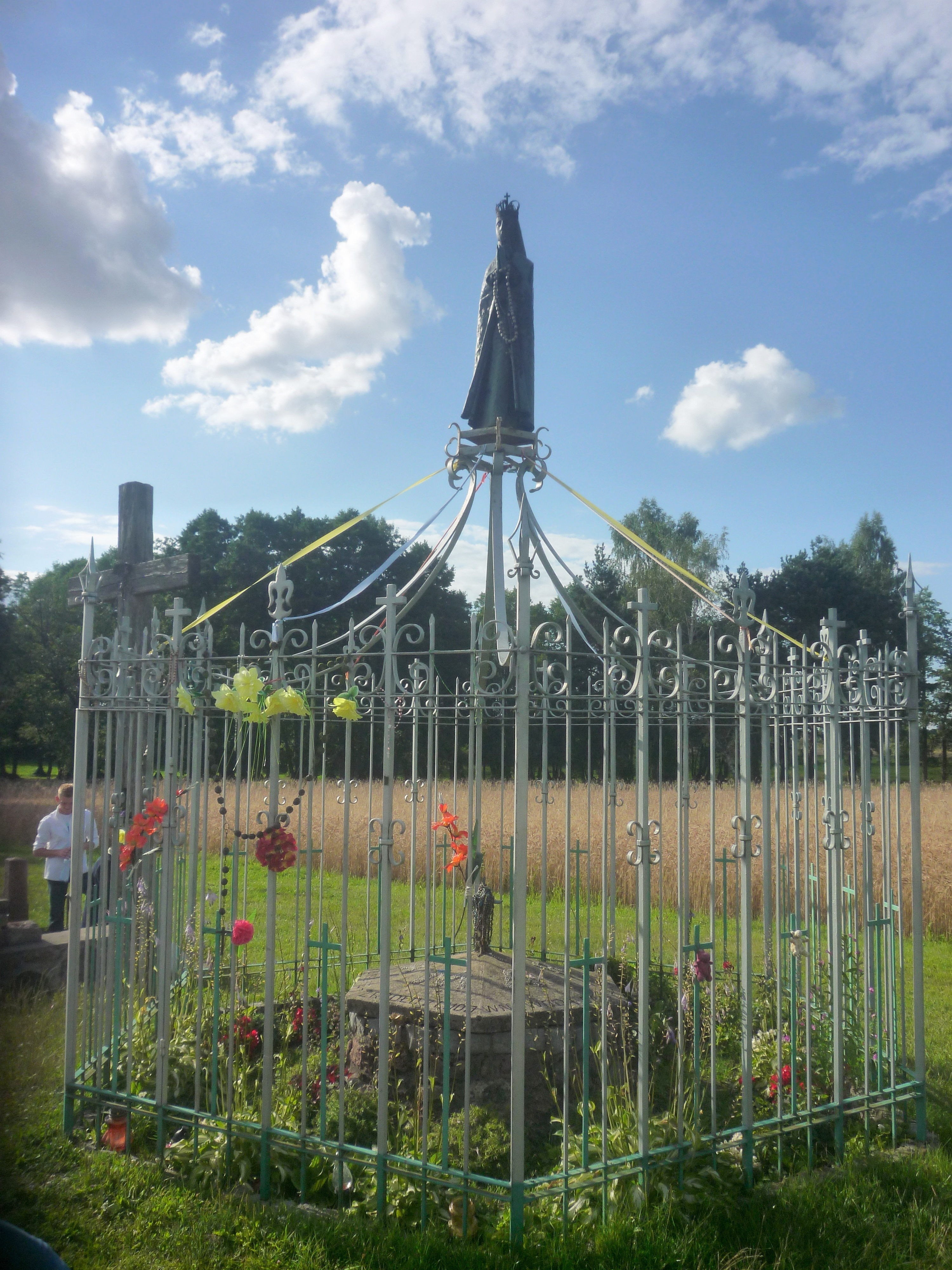
Tzw. "cudowne źródło na Łasku" w Płonce Kościelnej